# Никодим (Кротков)
Никодим (Микола Кротков) (рос. Николай Васильевич Кротков; 29 жовтня 1868 — 21 серпня 1938) — український і російський церковний діяч, архієпископ Костромський Російської православної церкви. Противник автокефалії українського православ'я. Репресований радянською владою. 2000 року зарахований Російською православною церквою до лику священномученик.

## Біографія
Народився в сім'ї російського священика Костромської єпархії. 1889 року закінчив Костромську духовну семінарію і призначений вчителем до парафіяльної школи.
1896 року вступив до Київської духовної академії. 13 серпня 1899 року, на 4-му курсі академії, пострижений в чернецтво. 1900 року закінчив академію зі ступенем кандитат богослов’я. 1905 року працював ректором Псковської духовної семінарії. 11 листопада 1907 року хіротонізований в єпископа Аккерманського, вікарія Кишинівської єпархії. З 16 листопада 1911 року — єпископ Чигиринський, вікарій Київської єпархії.
29 квітня 1918 року миропомазав Павла Скоропадського на гетьманство в Софійському соборі та провів молебень на Софійській площі в Києві. За гетьманства Скоропадського виступав проти ідеї надання українському православ'ю автокефалії. Пізніше позицію окреслював так:
З 1921 року — єпископ Таврійський і Сімферопольський. 1922 року — зведений в сан архієпископа. В 1922—1932 роках був ув'язнений в таборах. З 10 червня 1932 року призначений архієпископом Костромським. 2 січня 1937 року звільнений на спокій і репресований. Помер у в'язниці.

## Оцінка
Павло Скоропадський. Спогади: